# Грэм, Сэвэн
Сэвэн Грэм (англ. Seven Graham, род. 1969, Великобритания) — британская интерсекс-активистка, психолог специализирующийся в области помощи наркозависимым людям. Она была членом Консультативного совета по злоупотреблению наркотиками (Advisory Council on the Misuse of Drugs) и является соучредителем фонда Amy Winehouse Foundation. В знак признания её интерсекс-активизма, The Independent назвал её «национальным достоянием ЛГБТ» и в 2015 году поместил её на вторую позицию в «Rainbow List», список самых значимых ЛГБТ-людей Великобритании.

## Нечувствительность к андрогенам
У Грэм кариотип 46,XY, но из-за синдрома полной нечувствительности к андрогенам (СПНкА) она имеет женский фенотип, женский акушерский пол и воспитывалась как девочка. Врачи солгали ей и её родителям о её диагнозе, подвергали её повторным медицинским исследованиям. В возрасте семи или восьми лет врачи удаляли ей яички, располагавшиеся внутри тела (крипторхизм), которые, как врачи солгали её родителям, были яичниками, сказав «чтобы защитить её от рака и неизбежной смерти». Это привело к тому, что с момента начала полового созревания Сэвэн понадобилась заместительная гормональная терапия, чего бы не последовало, если бы не была проведена гонадэктомия.
Грэм не сообщали о её диагнозе до 25 лет. Из-за чего она «чувствовала себя фриком […] единственным человеком в мире с таким состоянием, и что никто не будет [её] любить». Уже после того, как она стала наркозависимой, СПНкА привёл её к периоду самоуничтожения, который включал в себя в том числе употребление алкоголя и наркотиков одновременно. Однако, при поддержке врача, она справилась с ситуацией.
Я превратила свою боль в свою работу. Теперь я очень довольна тем, кто я есть. Я совсем не сожалею о том, что я интерсекс (кроме бесплодия), потому что это сделало меня очень сильным человеком, понимающим наши человеческие сходства и различия, которые делают нас каждого уникальным.Сэвэн Грэм

## Работа
Грэм работала консультантом и психотерапевтом по вопросам помощи людям употребляющим наркотики, руководя собственной компанией по реабилитации наркозависимых людей, в которую входила еженедельная группа по реабилитации ЛГБТИ-людей. Она написала статьи о наркомании для различных газет и журналов, в том числе The Sun, The Times и Diva, и появлялась в радио- и телепрограммах, включая The Today Program, BBC News и This Morning.
Грэм была членом Консультативного совета по злоупотреблению наркотиками с 2011 по 2017 год. Она была экспертом в правительственной службе по просвещению о наркозависимости, FRANK, и соучредителем фонда Amy Winehouse Foundation.
Грэм также выступает за юридическое признание интерсекс-людей как отдельного пола и хвалит Германию за то, что она позволила третий пол.
В 2017 году Грэм написала и исполнила сольную пьесу под названием «Angels are Intersex». После этого она начала использовать имя Сэвэн Грэм и местоимение «они» вместо «она». Грэм вместе с сопродюсером Эммой Томпсон и исполнительным продюсером Стивеном Фрайом продюсировали короткометражный фильм Ponyboi. Он стал первым фильмом с участием интерсекс-актера, играющего роль интерсекс-человека.

## Правозащитная деятельность
Грэм была одним из самых заметных активистов Великобритании по защите прав интерсекс-людей. Она выступала против «нормализующих» операций на интерсекс-детях.
Это политически мотивировано, заставлять общество чувствовать себя более безопасно в гендерных рамках: мужской/женский, розовый/синийСэвэн Грэм
Грэм изучала вопрос юридического признания интерсекс-людей в качестве отдельного пола и одобрила действия Германии по введению третьего гендерного маркера.
The Independent назвал её «национальным достоянием ЛГБТ» в списке «Pink List» в 2011 году, а в 2015 году поместил на вторую позицию в «Rainbow List», списке самых значимых ЛГБТ-людей Великобритании.